# Bebearia moreelsi
Bebearia moreelsi är en fjärilsart som beskrevs av Aurivillius 1901. Bebearia moreelsi ingår i släktet Bebearia och familjen praktfjärilar. Inga underarter finns listade i Catalogue of Life.